# 물김치
물김치 또는 국물김치는 국물의 양이 많고 국물 맛이 좋게 담근 김치이다. 국물을 많이 하여 건더기가 둥둥 뜨게 담근 것은 둥둥이김치라고도 부른다.

## 종류
- 나박김치: 김치의 하나. 무를 얄팍하고 네모지게 썰어 절인 다음, 고추ㆍ파ㆍ마늘ㆍ미나리 따위를 넣고 국물을 부어 담근다. 나박김치는 동치미와 비슷한 물김치이다. 다만 동치미는 무만을 가지고 만드는 저장용 김치이나, 나박김치는 무와 쪽파, 사과와 배 등을 넣어서 국물을 달게 만들고 바로 먹는 다는 점이 다른 물김치이다.
- 동치미: 동치미는 무를 이용한 김치 가운데 하나로서 흔히 겨울 전 김장철에 준비한다. 무를 원통형으로 4센티미터 정도로 자른 뒤에 소금에 절였다가 국물을 부어 넣고 발효시킨다.
- 둥둥이김치: 국물을 많이 하여 건더기가 둥둥 뜨게 담근 김치
- 섞박지: 여러 가지 재료를 썰어 한데 섞어서 젓국으로 버무려 담는 김치
- 싱건지: 소금물에 삼삼하게 담근 무김치
- 어육김치: 생선 대가리 따위와 쇠고기를 함께 달인 국물을 부어 담근 김치
- 연근물김치는 연근 껍질을 벗긴 뒤 약 0.35cm 두께로 썰고 소금에 10분 정도 절인 다음 당근, 미나리, 붉은 고추, 풋고추, 마늘, 생강 등을 썰어 넣고 고춧물에 한나절 익힌다.[3]
- 장김치: 무, 배추, 오이 따위를 잘게 썰어서 간장에 절이고 미나리, 갓, 청각, 파, 마늘, 고추, 생강 따위의 온갖 고명을 더한 뒤에, 간장과 꿀을 탄 국물로 담근 김치
- 젓국지: 젓국을 냉수에 타서 국물을 부어 담근 김치. 주로 조기젓국을 쓴다.
  - 얼젓국지: 젓국을 조금 타서 국물이 적게 담근 김치

## 사진 갤러리

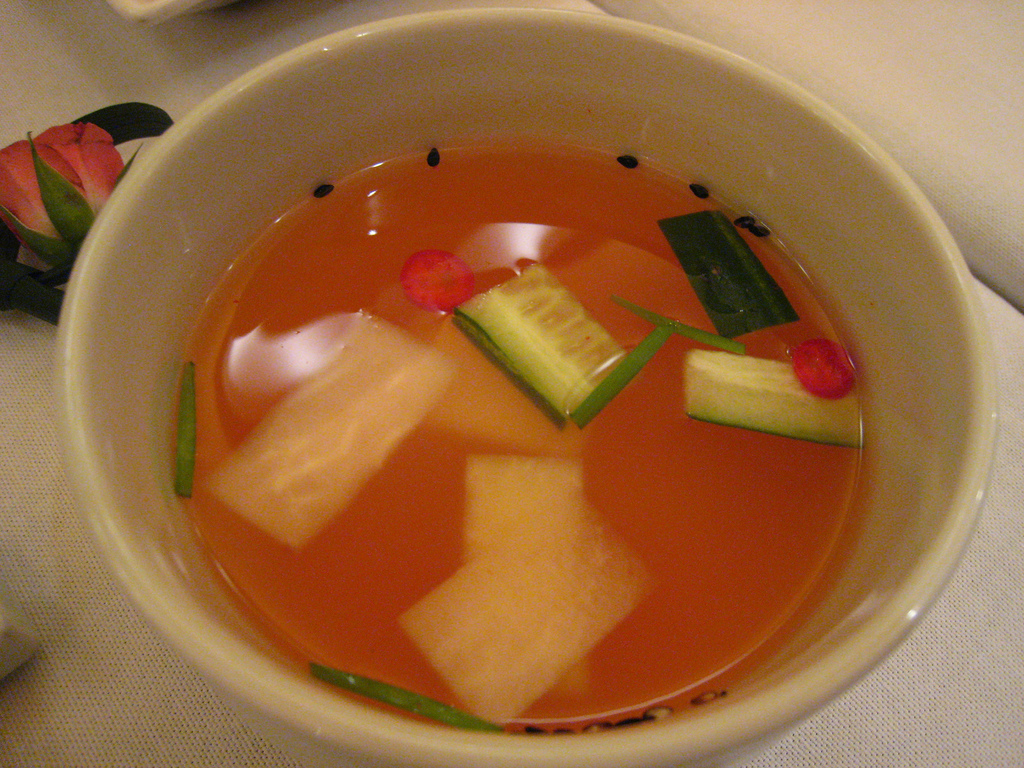
나박김치
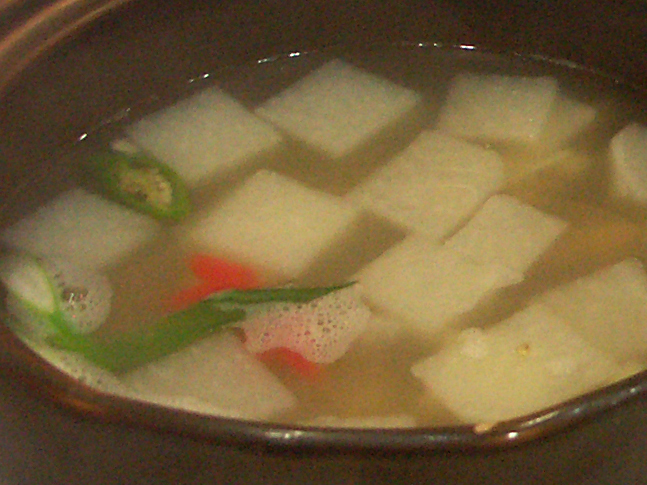
동치미
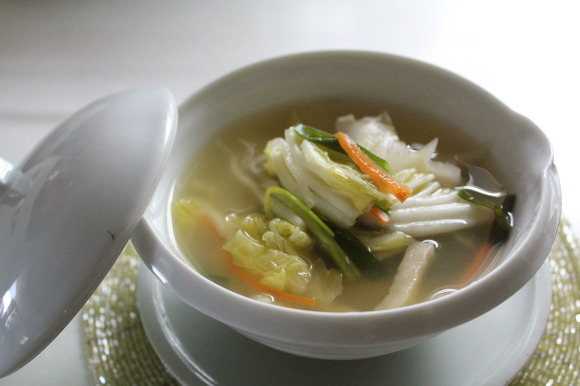
백김치
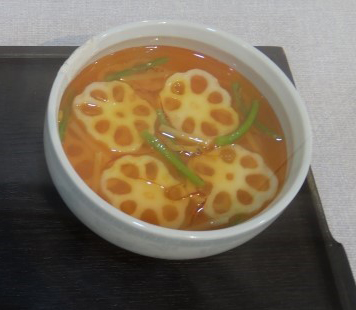
연근김치
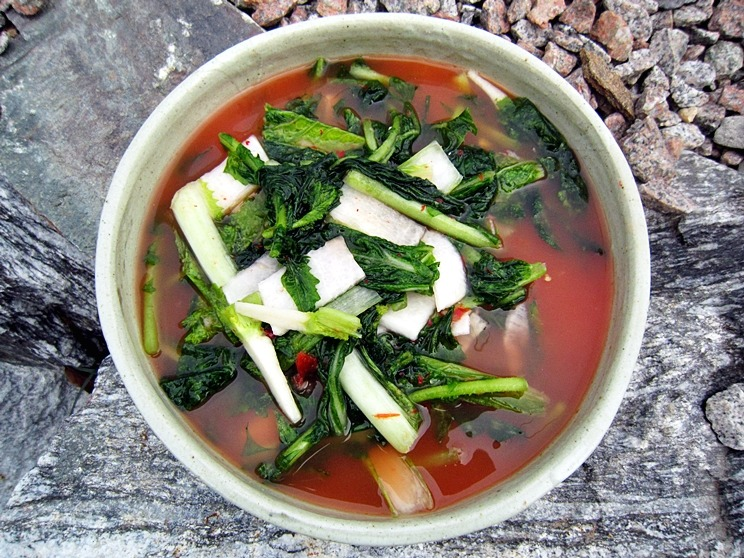
열무김치